# 투윅스
《투윅스》는 2013년 8월 7일부터 2013년 9월 26일까지 MBC에서 방송된 16부작 수목 미니시리즈이다.
의미없이 삶을 살다 살인누명까지 쓴 한 남성이 자신에게 백혈병에 걸린 어린 딸이 있다는 사실을 알게 되면서 벌어지는 일을 그린 드라마.

## 등장 인물

### 주요 인물
- 이준기 : 장태산 역 (아역 : 석현) - 겉으로는 전당포 '다바다'의 지배인이자 문일석의 조직원, 인혜의 옛 연인, 수진의 친부
- 박하선 : 서인혜 역 - 태산의 옛 연인, 수진의 친모, 승우의 약혼녀

서수진(이하 수진)이 백혈병 때문에 골수기증이 필요해 태산에게 적합검사를 부탁하려고 태산을 찾아간다. 적합검사 결과가 일치해 수술 날짜를 정했으나 태산이 살인범으로 누명쓰고 도주를 하면서 태산과 승우 사이에서 생각이 많아진다.
- 김소연 : 박재경 역 (아역 : 조정은) - 남부지검 형사1부 검사

학생 때 아버지를 문일석이 칼로 찌르는 것을 보고 장서희 한테 도움을 요청하러 갔으나 일석과 같이 있는 장서희를 본다. 장서희는 일석의 일을 알고도 눈 감고 오히려 재경을 이상한 사람으로 만들어 두 사람에게 원한이 깊다.
- 류수영 : 임승우 역 - 인혜의 정혼자, 강력팀 형사

인혜의 약혼자로 수진이랑도 친하다. 수진이가 골수이식을 받을 수 있어 진심으로 기뻐한다. 오미숙 살인사건으로 장태산을 알게 됐다. 조사 중에 인혜와 태산의 관계를 알게 되고 뒤쫓다 총기 오발사고가 난다.

### 그 외 주요 인물
- 김혜옥 : 조서희 역 - 여당 3선 국회의원

겉으로는 자신의 아들이 장애인이라서 치료비로 재산을 써 있는 재산이 얼마 없고 대외적으로는 사람들에게 좋은 사람인것처럼 알려져 있으나 실상은 자택에 비밀공간을 만들어 놓고 일석과 손잡고 비밀경매로 자금세탁을 한다
- 조민기 : 문일석 역 - 성실캐피탈 회장

오미숙(이하미숙)과 애인관계, 미숙이 박재경 검사의 첩자라는 사실을 알고 홧김에 미숙을 잔인하게 살인하고 그것을 장태산(이하 태산)에게 덮어씌우고 태산을 죽이려고 여러번 시도한다.
- 이채미 : 서수진 역 - 태산과 인혜의 딸

백혈병에 걸려 이식이 필요해 태산으로부터 골수기증을 받는다.
- 천호진 : 한치국 역 - 전직 조폭 보스 (특별출연)

문일석이 조직을 와해시키고 자신을 죽이려고 보낸 장태산을 죽이지 않고 살려보낸다. 한동안 잠적해 있다가 태산이 총기사고로 죽을 뻔한 것을 구해준다.
- 임세미 : 오미숙 역 - 룸싸롱 종업원, 재경의 정보원

옛날 마약중독에 걸렸던 것을 박재경(이하 재경) 검사가 도와줘 재경을 도와 문일석(이하 일석)을 잡는 것을 도와주려 일석을 사랑하는 척한다. 첩자인게 발각돼 일석에게 잔인하게 죽는다.
- 김효서 : 박지숙 역 - 승우의 의대동기, 수진의 담당주치의
- 안세하 : 고만석 역 - 장태산과 같은 고아원 출신 동생

오미숙이 남긴 디카를 영자와 같이 데이트하러 갈 때 가지고 간다. 태산이 수배되자 디카를 영자에게 맡기고 태산에게 연락받고 집에 오나 태산을 기다리던 킬러에게 죽는다.
- 박하나 : 장영자 역 - 고만석의 애인, 화장품가게 직원

만석이 디카를 맡긴 사람
- 강하늘 : 김성준 역 - 조서희의 아들 (특별출연)

### 대양파
- 김법래 : 황대준 역 - 문일석의 왼팔
- 송재림 : 김선생 역 (아역 : 정재형) - 문일석의 히든킬러. 문일석이 태산을 죽이라는 명령을 받고 태산을 쫓아다닌다.
- 박주형 : 임형진 역 - 문일석의 오른팔, 성실캐피탈 기획실장
- 김영춘 : 장석두 역 - 전당포 막내
- 배제기 : 조대룡 역 - 전당포 경영권을 가진 대양파 하부 조직원

### 검찰청
- 엄효섭 : 한정우 역 - 남부지검 형사1부 부장 검사, 재경의 직속상관
- 윤희석 : 도상훈 역 - 박재경 검사실 수사관
- 무진성[2] : 김민수 역 - 박재경 검사실 수사관
- 정현남 : 소영 역 - 박재경 검사실 직원

### 경찰서
- 정인기 : 양택남 역 - 강력1팀 팀장
- 안용준 : 진일도 역 - 임승우의 후배형사
- 백승훈 : 김상호 역 - 형사
- 김재만 : 박철규 역 - 형사

### 그 외 인물
- 정병호 : 지검장 역
- 박성균 : 기자 역
- 소희정 : 정 마담 역
- 금동현 : 도박하는 남자 1 역
- 심태선
- 오희준 : 도박장 조폭 역
- 하대로 : 웨이터 역
- 윤복인
- 설지윤 : 꽃뱀 역
- 하수호 : 조폭 역
- 김진모 : 조폭 역
- 남태부 : 조폭 역
- 최승규
- 김종호
- 김봉수 : 약수터에 온 이웃주민 역
- 유옥주 : 약수터에 온 이웃주민 역
- 김미준 : 약수터에 온 이웃주민 역
- 허지은 : 간호사 역
- 이석구 : 의원 역
- 김대성 : 의원 역
- 강문경 : 의원 역
- 설환
- 이인화
- 탁호연
- 백설우
- 윤선의
- 손인아
- 박건락 : 츄리닝 역 - 유치장에서 태산을 죽이려는 남자
- 정수인 : 호텔 직원 역
- 정명준
- 김은석
- 문채성
- 전신환
- 박정빈
- 채영권
- 조선옥 : 룸싸롱 종업원 역
- 서정주 : 룸싸롱 종업원 역
- 이여름
- 김남훈
- 김웅희
- 이중렬 : 트럭기사 역
- 정나진
- 박상용
- 전일범 : 나성갑 역 - 마을 이장, 태산을 본 목격자
- 안성건
- 차상미
- 김대현
- 윤복성 : 검문하는 경찰 역
- 이진화 : 부검의 역
- 채빈 : 황순미 역 - 인질 피해자
- 한춘일 : 버스기사 역
- 임성표 : 경찰 역
- 김효명 : 문경청년회 소속 청년 역
- 임태호 : 조성희 국회의원실 직원 역
- 민대식 : 조성희 국회의원실 직원 역
- 최철규 : 조성희 국회의원실 직원 역
- 이명식
- 강철성 : 환경미화원 역
- 정성준
- 박종원
- 김영선 : 박재경의 어머니 역
- 홍석연 : 상가 철거를 반대하는 남자 역
- 안장훈 : 상가 철거를 반대하는 남자 역
- 김어진 : 기자 역
- 김유안 : 성실캐피탈 안내데스크 직원 역
- 미소윤 : 간호사 역
- 김기준
- 이영진
- 박정민
- 박용진
- 성현준
- 김민진 : 경찰 역
- 강인아
- 김정식
- 김세준
- 구중림
- 오승찬 : 태산의 밀항을 도운 남자 역
- 전정로 : 조직 중간보스 역
- 홍근표
- 이두석
- 서병덕
- 미상 : 태산을 보고 놀라는 아이 역
- 미상 : 태산을 보고 놀라는 아이 역
- 미상 : 경찰 역
- 미상 : 의사 역
- 김주아 : 약사 역
- 미상 : 네일숍 직원 역
- 미상 : 경찰서장 역
- 김혜란 : 지검장실 직원 역
- 강필선 : 경찰 역
- 이미경
- 김재흠 : 공인중개사 역
- 신태건
- 백성흠 : 대학교에서 장태산을 목격한 남자 역
- 류경수 : 대학교에서 장태산을 목격한 남자 역
- 김민호 : 대학교에서 장태산을 목격한 남자 역
- 김화영 : 장태산의 어머니 역
- 김봉성 : 카메라 전문가 역
- 차상미 : 조서희의 집 가사도우미 역
- 홍기준 : 한 계장 역 - 수사관
- 김남호 : 수사관 역
- 미상 : 김실장 측 변호사 역
- 미상 : 조직원 역
- 허선행 : 장태산을 전당포에서 본 목격자 역
- 한동환 : 자선경매 행사장 관계자 역
- 미상 : 자선경매 행사장 관계자 역
- 최교식 : CCTV 주인 역
- 김난영 : 블랙박스 차주의 부인 역
- 미상 : 당직 판사 역
- 지성근 : 택시기사 역
- 미상 : 문일석의 금고 설계자 역
- 미상 : 성실캐피탈 보안직원 역
- 미상 : 경찰 1 역
- 미상 : 경찰 2 역
- 미상 : 중국집 배달원 역
- 미상 : 호텔 안내데스크 직원 역
- 정다혜 : 룸싸롱 직원 역 - 일명 '마술'
- 단강호 : 병원 보안실 직원 역
- 김연수 : 권희옥 역 - 황대준의 부인
- 김서정 : 경매사 역
- 성창호 : 검문소 경찰 역
- 변주현 : 야쿠자 역

### 특별출연
- 남경읍 : 임기호 역 - 임승우의 아버지, 경찰청장 (2회, 6회, 8회)
- 최선자 : 마을 주민 역 - 일명 '천하장사 할머니' (3회)
- 서이숙 : 순미의 어머니 역 (4회)
- 고인범 : 박호식 역 - 박재경의 아버지 (5회, 7회)

조합원으로 문일석이 진행하는 사업을 반대하다. 중상을 입고 일석이 재판에서 처벌을 못 받자 화병으로 죽는다
- 박그리나 : 박지은 역 - 임산부 (5회, 8회)

비오는 날 산길에서 진통이와서 옆에 있던 태산한테 도움을 요청한다. 태산의 도움으로 출산을 하고 뉴스로 태산이 수배범인 것을 아나 수색나온 수색팀에게 거짓말을 하고 태산에게 숨을 수 있는 공간을 알려준다.
- 니엘 : 디카를 장태산에게 주는 대학생 역 (10~11회)

## 시청률
아래의 파란색 숫자는 '최저 시청률'이고, 빨간색 숫자는 '최고 시청률'입니다. 시청률조사회사와 지역별로 시청률에 차이가 있을 수 있습니다.
| 2013년      | 2013년      | 2013년         | 2013년       | 2013년         | 2013년       |
| 회차        | 방송일      | TNmS 시청률    | TNmS 시청률  | AGB 시청률     | AGB 시청률   |
| 회차        | 방송일      | 대한민국(전국) | 서울(수도권) | 대한민국(전국) | 서울(수도권) |
| ----------- | ----------- | -------------- | ------------ | -------------- | ------------ |
| 제1회       | 8월 7일     | 7.6%           | 8.7%         | 7.5%           | 8.9%         |
| 제2회       | 8월 8일     | 7.7%           | 9.2%         | 8.0%           | 9.8%         |
| 제3회       | 8월 14일    | 10.3%          | 12.8%        | 10.0%          | 12.1%        |
| 제4회       | 8월 15일    | 8.8%           | 10.5%        | 9.2%           | 11.1%        |
| 제5회       | 8월 21일    | 8.6%           | 10.9%        | 8.1%           | 9.1%         |
| 제6회       | 8월 22일    | 9.2%           | 10.4%        | 10.1%          | 12.0%        |
| 제7회       | 8월 28일    | 8.5%           | 10.7%        | 9.4%           | 10.3%        |
| 제8회       | 8월 29일    | 9.0%           | 10.4%        | 11.5%          | 13.4%        |
| 제9회       | 9월 4일     | 9.8%           | 11.4%        | 9.5%           | 10.6%        |
| 제10회      | 9월 5일     | 9.9%           | 10.8%        | 9.9%           | 11.3%        |
| 제11회      | 9월 11일    | 9.4%           | 11.1%        | 9.5%           | 10.8%        |
| 제12회      | 9월 12일    | 9.4%           | 11.2%        | 11.0%          | 12.4%        |
| 제13회      | 9월 18일    | 8.3%           | 9.7%         | 8.7%           | 10.0%        |
| 제14회      | 9월 19일    | 8.6%           | 10.4%        | 8.8%           | 9.7%         |
| 제15회      | 9월 25일    | 9.3%           | 10.5%        | 9.4%           | 10.8%        |
| 제16회      | 9월 26일    | 10.4%          | 11.9%        | 11.0%          | 12.9%        |
| 평균 시청률 | 평균 시청률 | 9.1%           | 10.7%        | 9.5%           | 11.0%        |

## 수상 내역
- 제2회 에이판 스타 어워즈 작가상 소현경
- 제2회 에이판 스타 어워즈 남자 최우수연기상 이준기
- 제2회 에이판 스타 어워즈 여자 우수연기상 김소연

## 경쟁작
- 칼과 꽃 (KBS2, 2013년 7월 3일 ~ 2013년 9월 5일)
- 주군의 태양 (SBS, 2013년 8월 7일 ~ 2013년 10월 3일)
- 연애를 기대해 (KBS2, 2013년 9월 11일 ~ 2013년 9월 12일)
- 비밀 (KBS2, 2013년 9월 25일 ~ 2013년 11월 14일)